# Drahomíra Pavelková
Drahomíra Pavelková (* 17. listopadu 1963 Martin, Československo) je slovenská ekonomka a profesorka v oboru podnikové finance na Univerzitě Tomáše Bati ve Zlíně, kromě toho se zabývá řízením a měřením výkonnosti firem a výzkumem klastrů.

## Vzdělání
Narodila se v Martině v roce 1963. V letech 1982 až 1987 studovala Chemickotechnologickou fakultu Slovenské technické univerzity v Bratislavě, konkrétně specializaci ekonomika a řízení chemického a potravinářského podniku. Doktorské studium absolvovala v roce 1998 na Fakultě podnikatelské Vysokého učení technického v Brně dizertační prací s názvem „Dlouhodobé financování a tržní hodnota podniku“. Habilitovala se v roce 2002 na Hospodářské fakultě Technické univerzity v Liberci prací „Role nákladů kapitálů ve finančním řízení podniku“. Řízení ke jmenování profesorkou v oboru Management a ekonomika podniku proběhlo v roce 2009 na Univerzitě Tomáše Bati ve Zlíně. Jmenována profesorkou byla prezidentem České republiky dne 30. dubna 2010.

## Zaměstnání
V letech 1988 a 1992 působila nejprve jako asistentka na katedře vědeckotechnického rozvoje a později jako odborná asistentka na katedře managementu Vysoké školy ekonomické Bratislava (v současnosti Ekonomická univerzita v Bratislavě). Od roku 1992 pracovala jako odborná asistentka na Fakultě managementu a ekonomiky ve Zlíně, mezi rokem 1997 a 2000 zde byla ředitelkou Ústavu managementu. Od roku 2001 přednáší a bádá na Univerzitě Tomáše Bati ve Zlíně. Zastávala zde funkci proděkanky pro kombinované formy studia a celoživotní vzdělávání Fakulty managementu a ekonomiky (2002–2004), prorektorky pro tvůrčí činnost (2004–2007), ředitelky Ústavu financí a účetnictví (2004–2013). Od roku 2008 je děkankou Fakulty managementu a ekonomiky.

## Pedagogická činnost
Vyučuje předměty Základní podnikání, Podnikové finance, Corporate Finance, Oceňování podniku a Řízení hodnoty a výkonnosti podniku.